# Abraham Tolofua
Pour les articles homonymes, voir Tolofua.
Pas d'image ? Cliquez ici

a Compétitions nationales et continentales officielles uniquement.

Abraham Tolofua, né le 27 août 1972 à Nouméa (Nouvelle-Calédonie), est un joueur de rugby à XV français évoluant au poste de pilier gauche.

## Biographie
Abraham Tolofua est l'homme de base du pack du RRC Nice pendant de nombreuses saisons, puis au FC Grenoble, il franchit un nouveau palier.
Révélé lors de la saison 1998-1999 sous les ordres de Michel Ringeval avec notamment une demi-finale et une participation l'année suivante à la Coupe d'Europe dont Grenoble sera la seule équipe à battre les Anglais des Northampton Saints, futurs vainqueurs de l’épreuve. 
Montferrand s'attache ses services et Abraham Tolofua sera finaliste du championnat en 2001.
Il prend sa retraite en 2005 mais, en 2009, il revient au jeu en s'engageant avec le Saint-Girons SCC qui joue en Fédérale 1. L'aventure ne dure même pas une saison entière puisqu'en avril 2010, il décide de quitter le club.
Ses neveux Christopher et Selevasio sont également joueurs de rugby à XV de haut-niveau ; sa nièce Julia est judokate.
Il a créé l'association Lomipeau qui vient en aide et encadre principalement les jeunes rugbymans qui viennent du Pacifique afin de faire carrière en France. En 2007, cette association comptait 263 adhérents dont 87 joueurs de rugby.

## Palmarès
- Championnat de France de première division :
  - Finaliste en 2001 (avec l'AS Montferrand)
  - Demi-finaliste en 1999 (avec le FC Grenoble)

## Distinctions
- Classement Midi olympique : Numéro 6 en France 1999 (FC Grenoble)